# Reactionary
Reactionary is het vijfde studioalbum van de Amerikaanse punkband Face to Face. Het werd uitgegeven in 2000 door Vagrant Records en was lange tijd het laatste album waar gitarist Chad Yaro aan had meegewerkt voordat hij de band in 2001 verliet. Hij kwam zeven jaar later bij de band terug.

## Nummers
1. "Disappointed" – 2:48
2. "Out of Focus" – 3:32
3. "What's in a Name" – 3:05
4. "You Could've Had Everything" – 2:15
5. "Hollow" – 3:23
6. "Think for Yourself" – 2:43
7. "Just Like You Said" – 3:06
8. "Solitaire" – 3:05
9. "Best Defense" – 3:47
10. "Icons" – 3:18
11. "Shame on Me" – 3:13
12. "Estranged" – 2:52
13. "Nullification" (Japanse bonustrack)
14. "Talk Talk" (Japanse bonustrack)

## Band
- Trever Keith - gitaar, zang
- Chad Yaro - gitaar, zang
- Scott Shiflett - basgitaar, zang
- Pete Parada - drums